# Katastrofa elektrowni jądrowej Fukushima Nr 1
Katastrofa elektrowni jądrowej Fukushima Nr 1 (jap. 福島第一原子力発電所事故 Fukushima Dai-Ichi Genshiryoku Hatsudensho Jiko) – seria wypadków jądrowych w elektrowni jądrowej Fukushima Nr 1 w Japonii, do których doszło w 2011 roku w wyniku tsunami spowodowanego przez trzęsienie ziemi u wybrzeży Honsiu, w tym druga awaria stopnia 7. w siedmiostopniowej międzynarodowej skali INES (łącznie sklasyfikowane awarie reaktorów jądrowych nr 1, 2 i 3), połączona z emisją substancji promieniotwórczych do środowiska, związaną m.in. z przedostaniem się do środowiska skażonej wody morskiej stosowanej do chłodzenia reaktorów. W reaktorach nr 1, 2 i 3 doszło do stopienia rdzeni. 14 kwietnia 2011 roku Jun'ichi Matsumoto, pełniący obowiązki prezesa firmy TEPCO, właściciela elektrowni Fukushima Nr 1, stwierdził na konferencji prasowej, że z punktu widzenia emisji materiałów radioaktywnych katastrofa była równa katastrofie jądrowej w Czarnobylu lub od niej większa; jednocześnie Japońska Komisja Bezpieczeństwa Nuklearnego oceniała, że ilość uwolnionego materiału promieniotwórczego wynosiła ok. 10% tego, co zostało uwolnione w trakcie katastrofy w Czarnobylu. Szacunki kosztów katastrofy rosną - w grudniu 2016 przedstawiciele rządu Japonii wskazywali kwotę ponad 188 mld dolarów.

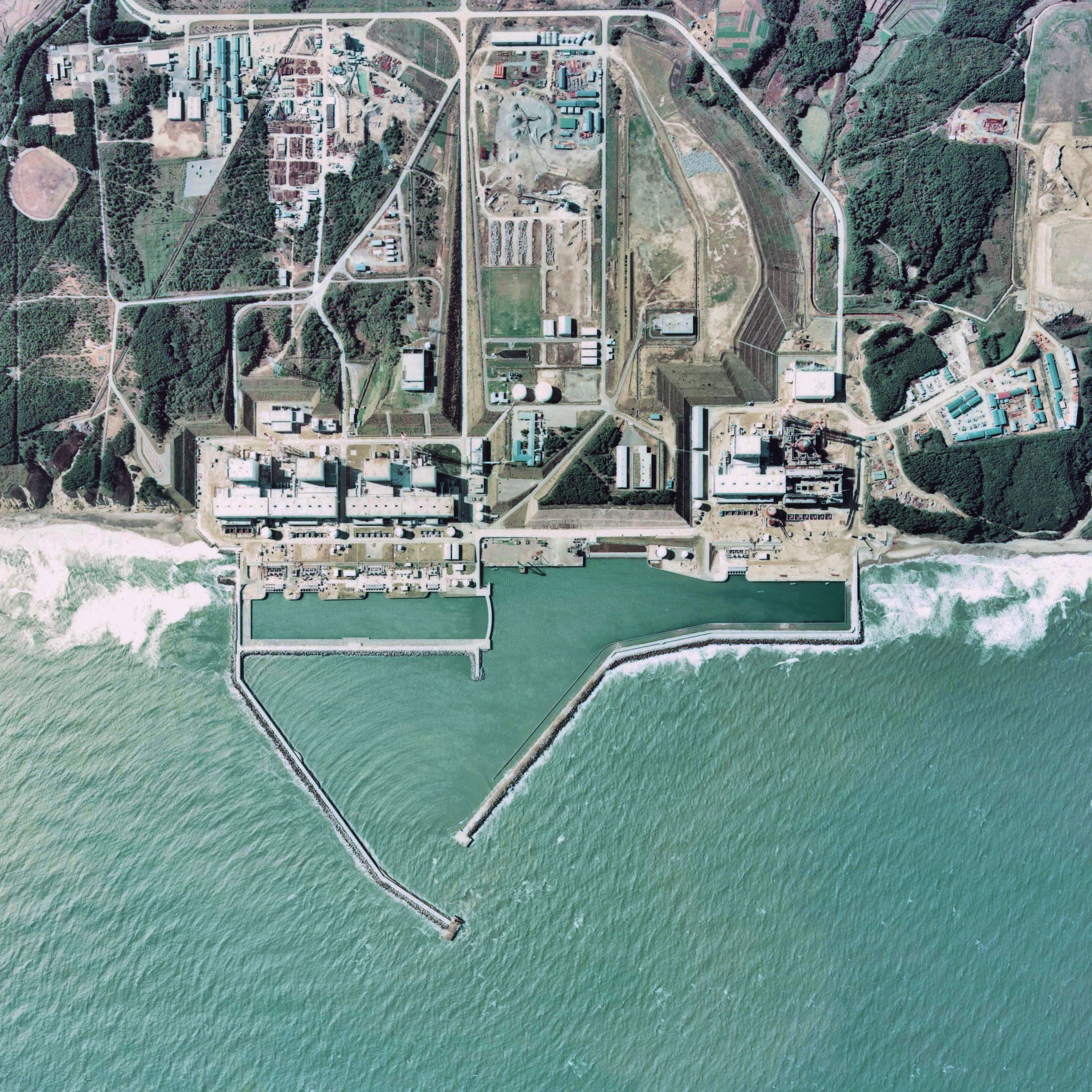
Zdjęcie lotnicze elektrowni z 1975 roku

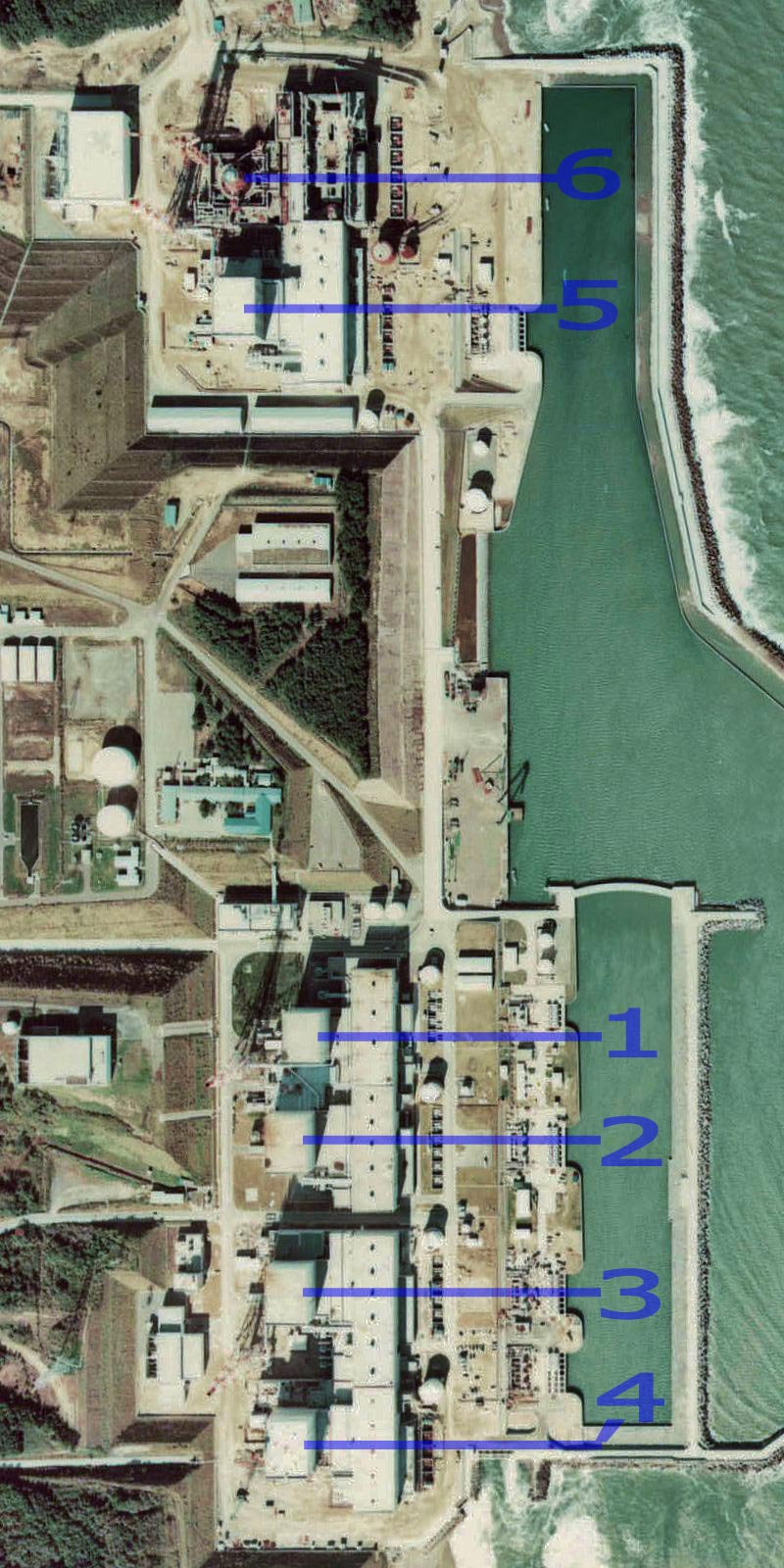
Lokalizacja reaktorów 1–6 na terenie elektrowni

Strefy ewakuacji wokół elektrowni Fukushima I i Fukushima II

Schemat reaktora wodnego wrzącego (BWR) w stalowo-żelbetowej obudowie bezpieczeństwa – w podobne reaktory jest wyposażona elektrownia Fukushima I

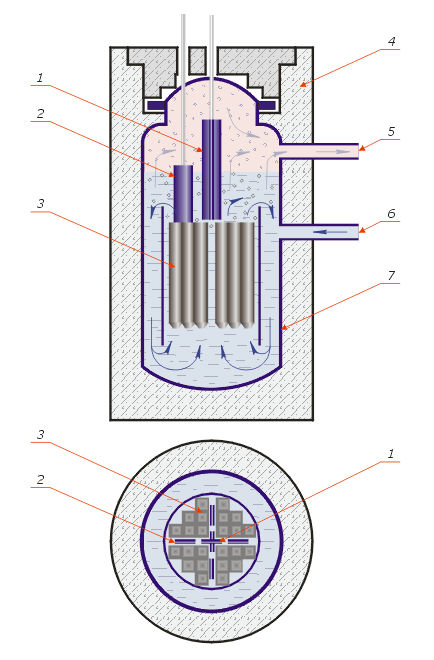
Schemat rdzenia reaktora typu BWR. 1 – pręt awaryjny; 2 – pręt sterujący; 3 – pręt paliwowy; 4 – osłona biologiczna; 5 – odprowadzenie pary; 6 – doprowadzenie wody; 7 – osłona cieplna

Po trzęsieniu ziemi do incydentu stopnia 3. doszło także w elektrowni jądrowej Fukushima Nr 2, położonej w odległości 11 km, lecz sytuację opanowano.

## Bezpośrednie skutki trzęsienia ziemi i tsunami
Trzęsienie ziemi o magnitudzie 9 nastąpiło 11 marca 2011 roku o 14:46 JST (5:46 UTC). Hipocentrum położone było pod dnem Oceanu Spokojnego, na głębokości 24 lub 32 km, około 130 km na wschód od wybrzeża Tōhoku, na którym znajduje się elektrownia Fukushima Nr 1, wyposażona w sześć reaktorów wodnych wrzących (BWR). Tego dnia w elektrowni reaktory 1, 2 i 3 były włączone, podczas gdy reaktory 4, 5 i 6 były wyłączone z powodu okresowej kontroli. Kiedy trzęsienie zostało zarejestrowane, wszystkie pracujące reaktory zostały wyłączone.
Po wyłączeniu reaktorów ustał proces wytwarzania elektryczności. W normalnej sytuacji systemy kontroli i chłodzenia elektrowni zasilane są w takim przypadku z sieci zewnętrznej. Tym razem było to jednak niemożliwe z powodu uszkodzeń sieci elektrycznej, będących następstwem trzęsienia ziemi. Działające w sytuacji awaryjnej generatory prądotwórcze Diesla włączyły się prawidłowo, zatrzymały się jednak nagle o 15:41, pozbawiając elektrownię zasilania prądem.
Zgodnie z procedurami regulowanymi prawem japońskim sytuacja zagrożenia wymagała powiadomienia władz i właściciel elektrowni – Tokyo Electric Power Company (TEPCO) – uczyniono to natychmiast, równocześnie ogłaszając w komunikacie prasowym „pierwszy stopień zagrożenia”.
Po awarii generatorów Diesla, systemy kontroli były zasilane przez baterie działające maksymalnie przez 8 godzin. Przekazane dodatkowo baterie z innych elektrowni atomowych dotarły po 13 godzinach. Niestety, z powodu zalania podstaw budynków, gdzie znajdowały się urządzenia umożliwiające podłączenie baterii, prace nad włączeniem za ich pomocą zasilania pomp wody chłodzących reaktory nie dały efektu do godzin popołudniowych 12 marca. Normalnie, nawet przy całkowitej utracie zasilania, operatorzy powinni być w stanie użyć ciśnienia pary wewnątrz reaktora do napędu specjalnej awaryjnej pompy chłodzenia. Jednak w systemie chłodzenia pojawił się przeciek, niezauważony przez operatorów z powodu braku zasilania większości przyrządów pomiarowych. Spowodowało to spadek poziomu wody w rdzeniu, co zaowocowało wzrostem temperatury i ciśnienia wewnątrz reaktora. O 4 nad ranem 12 marca ciśnienie osiągnęło 840 kPa (dwukrotne przekroczenie granicy bezpieczeństwa), przez co pompa nie była w stanie wtłaczać wody do reaktora.

### Przyczyny awarii systemów bezpieczeństwa
Elektrownia posiadała dwustopniowe zabezpieczenia przed różnymi formami klęsk żywiołowych, wliczając w to trzęsienia ziemi i huragany. Mimo zabezpieczenia elektrowni od strony morza murem oporowym, tsunami będące następstwem trzęsienia ziemi przelała się górą, zalewając nisko położone pomieszczenia generatorów i niszcząc zbiorniki paliwa dla generatorów.
Według późniejszego oświadczenia TEPCO elektrownię przygotowywano na falę tsunami od 2006 roku po tym jak podobne wypadki (ale z o wiele mniejszą falą) zdarzyły się na Oceanie Indyjskim w 2004. Zabezpieczenia przed tsunami były projektowane na podstawie danych historycznych przy założeniu, że fala nie przekroczy 6,1 m i na tej podstawie wyznaczono wysokość muru oporowego oraz rozmieszczenia pomp. Projekt został zatwierdzony przez japońską agencję bezpieczeństwa nuklearnego (NISA). Zabezpieczenia okazały się jednak niewystarczające wobec fali o wysokości 14 m jaka dotarła do wybrzeża Fukushimy.

### Zatajenie faktów o uszkodzeniu systemu
Władze TEPCO przyznały, iż wiedzę o uszkodzeniu rdzenia elektrowni atomowej posiadały już kilka dni od uderzenia fali tsunami, ukrywając fakty przez około dwa miesiące. W lutym 2016 roku japońska prokuratura postawiła byłemu prezesowi i dwóm wiceprezesom TEPCO zarzut "zaniedbania, które spowodowało śmierć i obrażenia wielu osób".
Ostatecznie uniewinniono ich w 2019 roku.

## Przebieg awarii i dalsze działania
11 marca w elektrowni pojawiły się poważne problemy z chłodzeniem rdzeni reaktorów. Wieczorem ogłoszono ewakuację mieszkańców w promieniu 2 km od elektrowni. Japońska Komisja Bezpieczeństwa Nuklearnego nie wykluczyła rozpoczęcia się niekontrolowanego procesu topienia rdzenia reaktora. W okolicy zanotowano znacznie podwyższony poziom promieniowania. W ramach działań awaryjnych w nocy z 11/12 marca w bloku reaktora nr 1 przeprowadzono kontrolowane wypuszczenie pary wodnej z obszaru pomiędzy zbiornikiem reaktora a stalowo-żelbetową obudową bezpieczeństwa (tzw. containment) celem obniżenia ciśnienia pary wodnej wewnątrz obudowy; w rejonie bramy głównej elektrowni stwierdzono mocne dawki promieniowania gamma wielkości ok. 5 μSv/h.

Ilustracja przebiegu awarii reaktorów nr 1, 2, 3, 4 w dniach 12–15 marca 2011

12 marca nad ranem, po zanotowaniu wzrostu ciśnienia w reaktorze nr 1 powyżej granicy bezpieczeństwa, ogłoszono rozszerzenie obszaru ewakuacji do 10 km. O 14:30 rozpoczęto kontrolowane wypuszczanie pary w celu obniżenia ciśnienia wewnątrz reaktora nr 1. O 15:36 doszło do eksplozji wodoru w budynku reaktora nr 1, co spowodowało zawalenie się ścian i dachu budowli, lecz zbiornik reaktora i osłona bezpieczeństwa nie zostały naruszone. Władze rozszerzyły obszar ewakuacji do 20 km. Doszło do awarii systemu chłodzenia trzech reaktorów. Władze japońskie oceniły, że awaria reaktora nr 1 ma 4. stopień w siedmiostopniowej międzynarodowej skali INES. O 20:20 rozpoczęto wtłaczanie do reaktora wody morskiej.
13 marca przeprowadzono kontrolowane wypuszczenie pary wodnej z obszaru pomiędzy zbiornikiem reaktora a obudową bezpieczeństwa w reaktorze nr 3.
14 marca o godzinie 11:01 czasu japońskiego (3:01 czasu polskiego) w elektrowni eksplodował wodór w reaktorze nr 3 – był to drugi wybuch w elektrowni Fukushima I. Nad kompleksem nuklearnym unosił się dym. Po eksplozji 3 osoby zostały ranne, a 7 uznano za zaginione. Doszło do awarii systemu chłodzenia w reaktorze nr 2 – chwilami pręty paliwowe były całkowicie odsłonięte, do reaktora zaczęto wtłaczać wodę morską. Trzy osoby zostały wystawione na promieniowanie w pobliżu elektrowni, potwierdzono napromieniowanie 22 osób, a 190 mogło otrzymać dawki promieniowania przekraczające bezpieczny poziom. Poziom promieniowania w elektrowni był dwa razy wyższy od maksymalnego zanotowanego dotychczas (okresowo wynosił 751,2 μSv/h). Międzynarodowa Agencja Energii Atomowej zapewniła, że kryzys nie grozi drugim „Czarnobylem”. Podano, że łączna liczba osób ewakuowanych z terenów otaczających elektrownie Fukushima I i Fukushima II, wyniosła 184 670 osób.
15 marca w okolicy basenu wypalonego paliwa reaktora nr 4 wybuchł pożar (prawdopodobnie wskutek wybuchu wodoru) i moc dawki promieniowania w bezpośrednim sąsiedztwie reaktorów nr 3 i 4 znacznie wzrosła. Poziom promieniowania przy bramie elektrowni o godz. 1:00 w nocy czasu polskiego wynosił 11 930 μSv/h; promieniowanie stopniowo spadało. O godz. 18:00 czasu polskiego, przy budynku reaktora nr 3, w którym użyto paliwa typu MOX, zawierającego pluton, uzyskiwanego na drodze przetwarzania zużytego paliwa jądrowego, zanotowano poziom promieniowania równy 400 000 μSv/h (0,4 Sv/h), a przy budynku reaktora nr 4 zanotowano poziom promieniowania równy 0,1 Sv/h. Z terenu elektrowni czasowo ewakuowano cały personel; akcję ratowniczą kontynuowało tylko kilkudziesięciu ochotników. Francuski Urząd ds. Bezpieczeństwa Jądrowego (ASN) i fińska Agencja Bezpieczeństwa Radiacyjnego i Nuklearnego (STUK) uznały, że awarii mógłby zostać przypisany 6. stopień w siedmiostopniowej międzynarodowej skali INES. Władze japońskie wprowadziły wokół elektrowni strefę zakazu lotów o promieniu 30 km. Premier Japonii Naoto Kan oświadczył, że osoby mieszkające w promieniu od 20 do 30 km od elektrowni powinny pozostawać w domach. W dniach 13–15 marca w odległości ok. 1,5 km na południowy zachód od reaktorów nr 1 i 2 zaobserwowano 13 emisji neutronów o poziomie promieniowania 0,01–0,02 μSv/h.

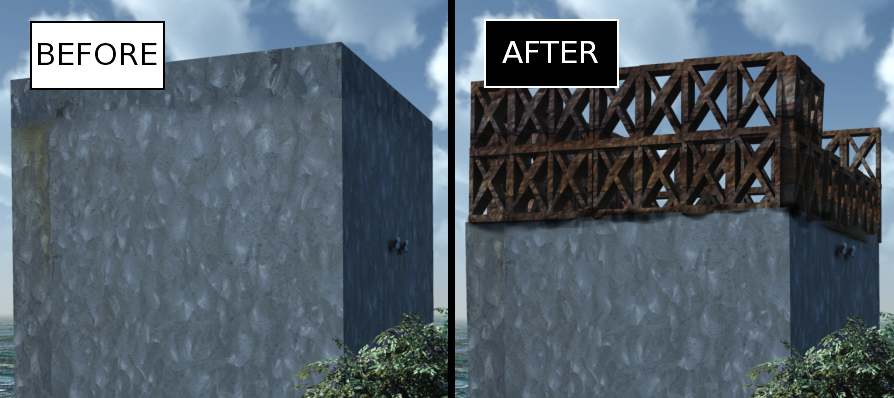
Wizualizacja stanu budynku reaktora nr 1 przed eksplozją wodoru i po wybuchu

16 marca w budynkach reaktorów nr 3 i 4 wybuchły pożary; nad reaktorem nr 3 unosił się biały dym. W całej elektrowni nastąpił znaczny wzrost promieniowania i tymczasowo wycofano z niej wszystkich pracowników. Japońskie Siły Samoobrony przygotowywały się do zrzutów wody ze śmigłowca, by schłodzić basen wypalonego paliwa przy reaktorze nr 3, lecz akcja ta nie została przeprowadzona ze względu na poziom radiacji znacznie przekraczający 50 000 μSv/h. Budowano drogę, którą wozy strażackie mogłyby dojechać do budynku reaktora nr 4; był on chłodzony przez policję za pomocą armatek wodnych. Według Federalnej Agencji Energii Atomowej Federacji Rosyjskiej (Rosatom) sytuacja w elektrowni rozwijała się według najgorszego scenariusza. Również rzecznik rządu Francji oznajmił, że katastrofa w Fukushimie może mieć „większy rozmiar niż w Czarnobylu”. Polska Państwowa Agencja Atomistyki poinformowała, że brak było wiarygodnych i potwierdzonych informacji o jakichkolwiek wynikach analiz rozmiarów awarii, które prowadziłyby do zmiany stopnia awarii w skali INES ze stopnia 4. na wyższy. Przy bramie głównej, moc dawki promieniowania gamma wynosiła 800–6400 μSv/h; nie stwierdzono obecności neutronów.
17 marca japońskie śmigłowce wojskowe Boeing CH-47 Chinook rozpoczęły akcję zrzucania wody na przegrzewający się reaktor nr 3, wykazujący najwyższy poziom promieniowania (15 marca przy budynku tego reaktora zanotowano poziom promieniowania 400 000 μSv/h); reaktor nr 3 zalewano wodą także z armatek wodnych. Japońska Agencja Bezpieczeństwa Jądrowego i Przemysłowego (NISA) informowała, że poziom promieniowania w elektrowni od 12 godzin spadał.
18 marca na terenie kompleksu kontynuowano prace mające na celu chłodzenie reaktorów i przywrócenie zasilania. Międzynarodowa Agencja Energii Atomowej (MAEA) zdementowała informacje o pojawieniu się objawów choroby popromiennej u jakichkolwiek osób. Japońska Agencja Bezpieczeństwa Nuklearnego i Przemysłowego (NISA) oceniła poziom awarii poszczególnych reaktorów jako następujący:
- awarie w reaktorach nr 1, 2 i 3 zostały zakwalifikowane jako trzy odrębne awarie stopnia 5.
- awaria chłodzenia w basenach zużytego paliwa w reaktorze nr 4, w którego rdzeniu w chwili trzęsienia ziemi nie było paliwa jądrowego, została zakwalifikowana jako incydent stopnia 3.
- reaktory nr 5 i 6 nie stwarzały bezpośredniego zagrożenia, choć odnotowano wzrost temperatury w basenach wypalonego paliwa.

19 marca ekipy ratownicze w dalszym ciągu pompowały wodę do rdzeni reaktorów nr 1, 2 i 3. Osiągnięto postęp w odtwarzaniu sieci energetycznej elektrowni: wybudowano prowizoryczną linię zasilającą system chłodzący reaktora nr 2, trwały prace nad doprowadzeniem zasilania mającego pomóc w chłodzeniu pozostałych bloków.
20 marca stan uszkodzonych reaktorów nieco się poprawił, ale sytuacja była ciągle niepewna. Rozpoczęto wlewanie 40 ton wody morskiej do basenów wypalonego paliwa w reaktorze nr 2 i polewano wodą baseny wypalonego paliwa w reaktorach nr 3 i 4. Udało się znacznie obniżyć temperaturę wody w basenach wypalonego paliwa w reaktorach nr 5 i 6.
21 marca trwały prace nad przywracaniem sprawności systemów elektrowni; m.in. rozpoczęto naprawę uszkodzonych urządzeń w jednym z bloków oraz wentylacji w sterowni reaktorów nr 1 i 2. Chwilami z reaktora nr 3 wydobywał się szary dym, a z reaktora nr 2 biały dym; doszło do krótkiego wzrostu poziomu promieniowania. Yukiya Amano, dyrektor generalny Międzynarodowej Agencji Energii Atomowej (MAEA), stwierdził w Wiedniu, że sytuacja była ciągle bardzo poważna; oświadczył, że wierzy, iż kryzys zostanie skutecznie pokonany. Według komunikatu polskiej Państwowej Agencji Atomistyki stan poszczególnych reaktorów elektrowni był następujący:
- Reaktor nr 1: Naruszona została struktura rdzenia reaktora i elementów paliwowych, ale nie było informacji o uszkodzeniu zbiornika ciśnieniowego reaktora. Obudowa bezpieczeństwa reaktora nie była naruszona. Systemy chłodzenia rdzenia nie funkcjonowały. Paliwo w zbiorniku ciśnieniowym reaktora było w znacznym stopniu odsłonięte. Do zbiornika reaktora i obudowy bezpieczeństwa reaktora dostarczano wodę morską. Budynek reaktora był poważnie uszkodzony wskutek eksplozji wodoru. Rozważano podjęcie dostarczania wody morskiej do basenu wypalonego paliwa.

- Reaktor nr 2: Sytuacja była podobna jak w reaktorze nr 1, z podejrzeniem naruszenia wewnętrznej obudowy bezpieczeństwa. Do zbiornika reaktora i basenu wypalonego paliwa dostarczana była woda morska. Budynek reaktora był lekko uszkodzony. Do reaktora podłączono zasilanie zewnętrzne.

- Reaktor nr 3: Sytuacja podobna jak w reaktorze nr 1, choć wewnętrzna obudowa bezpieczeństwa mogła być nieuszkodzona. Kontynuowano dostarczanie wody morskiej do zbiornika reaktora i obudowy bezpieczeństwa. Budynek reaktora był poważnie uszkodzony. Poziom wody w basenie wypalonego paliwa był niski, trwało napełnianie go wodą morską.

- Reaktor nr 4: Przed wystąpieniem trzęsienia ziemi prowadzono prace remontowe i paliwo było wyładowane do basenu przechowawczego. Budynek reaktora był poważnie uszkodzony wskutek eksplozji wodoru. Poziom wody w basenie przechowawczym był niski i trwało dostarczanie wody morskiej.

- Reaktory nr 5 i nr 6: Paliwo, rdzenie i zbiornik ciśnieniowy reaktora nie były zniszczone. Trwała wentylacja budynków reaktorów w celu uniknięcia ewentualnej eksplozji wodoru. Przywrócono chłodzenie zbiorników wypalonego paliwa. Oba reaktory zostały podłączone fizycznie do sieci energetycznej.

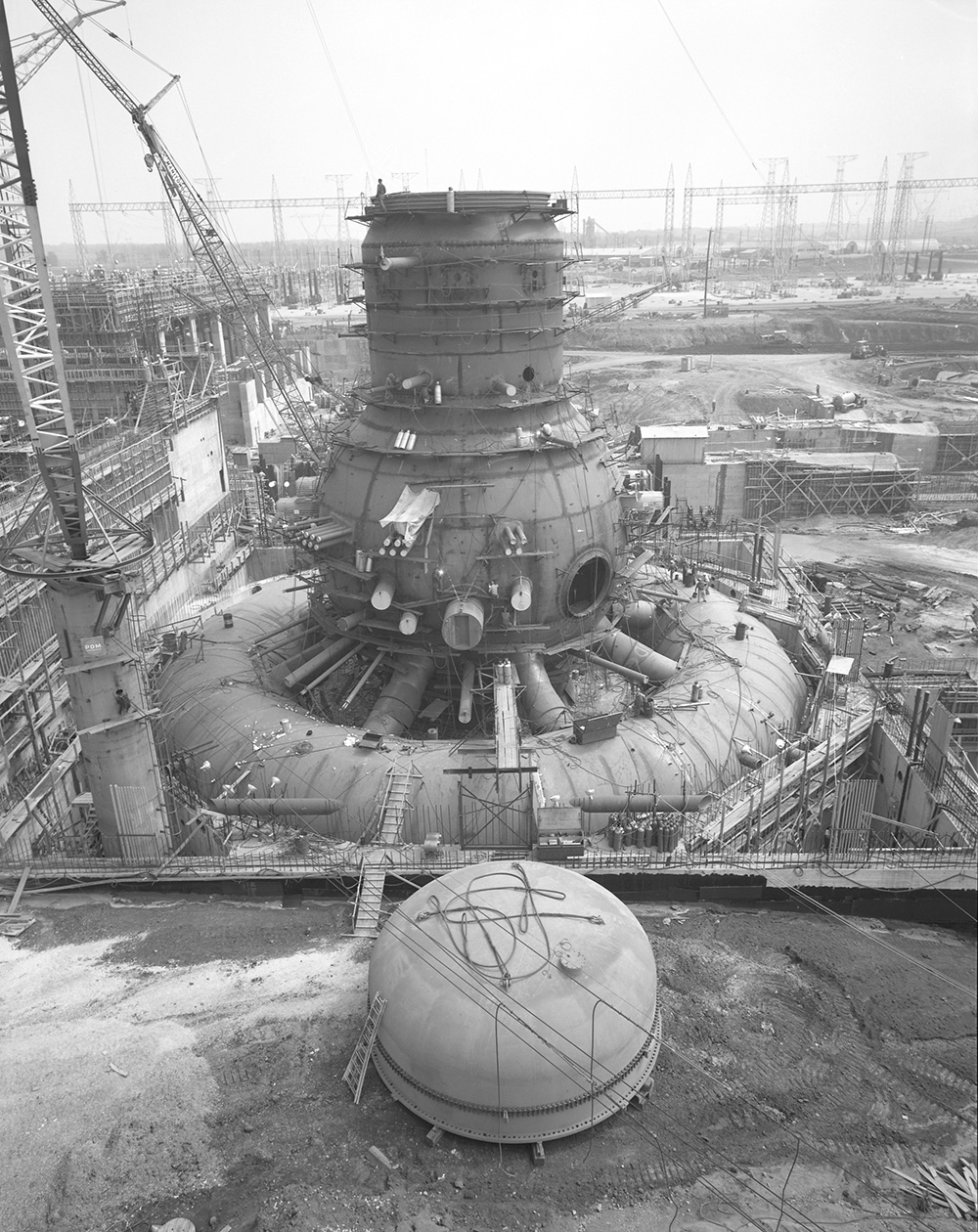
Stalowa osłona bezpieczeństwa reaktora nr 1 EJ Browns Ferry, takiego samego typu jak w Fukushimie. Zbiornik w kształcie gruszki to zbiornik suchy (drywell) mieszczący zbiornik ciśnieniowy reaktora. Poniżej, w kształcie pierścienia, zbiornik basenowy (wetwell) kondensatora pary. Na pierwszym planie głowica zbiornika suchego.

22 marca po raz pierwszy podłączono kable zasilające do wszystkich sześciu reaktorów, lecz uruchomienie systemów chłodzenia reaktorów nr 1, 2 i 3 nie było możliwe i wymagało dalszych testów. Uruchomiono oświetlenie sterowni reaktora nr 3. Polewano wodą baseny wypalonego paliwa, by nie dopuścić do wzrostu temperatury i wyparowania wody.
23 marca ok. godz. 4:20 po południu czasu japońskiego nad reaktorem nr 3 pojawił się czarny dym, który po godzinie stopniowo się rozwiał; według właściciela elektrowni, japońskiej firmy Tokyo Electric Power Company (TEPCO), o godz. 5:00 po południu czasu japońskiego poziom promieniowania przy bramie głównej elektrowni wynosił 265,1 μSv/h.
24 marca Japońskie Atomowe Forum Przemysłowe (JAIF) podało, że wewnętrzna obudowa bezpieczeństwa reaktora nr 3 była nieuszkodzona. Uruchomiono oświetlenie sterowni reaktora nr 1.
25 marca rzecznik prasowy japońskiego rządu, Yukio Edano, stwierdził, że władze japońskie doradzają mieszkańcom obszaru położonego w promieniu od 20 do 30 km od elektrowni dobrowolną ewakuację. Do chłodzenia uszkodzonych reaktorów zaczęto stosować wodę słodką (zamiast dotychczas stosowanej wody morskiej).
27 marca Yukiya Amano, dyrektor generalny Międzynarodowej Agencji Energii Atomowej (MAEA), oświadczył, że kryzys nuklearny w Fukushimie może trwać tygodnie, a nawet miesiące. Prace na terenie elektrowni były utrudniane przez występujące miejscami silne skażenie radioaktywne: w podziemnej części budynku turbin koło reaktora nr 2, skażonej promieniotwórczą wodą, odnotowano poziom promieniowania przekraczający 1 000 000 μSv/h, czyli 1 Sv/h. Uruchomiono oświetlenie sterowni reaktora nr 2. Z reaktorów nr 1, 2, 3 i 4 w dalszym ciągu wydobywał się biały dym.
28 marca w podziemnym tunelu technicznym biegnącym do reaktora nr 2 stwierdzono obecność kilku tysięcy metrów sześciennych silnie skażonej wody; w tunelu odnotowano poziom promieniowania przekraczający 1 Sv/h. Przekracza to normę 1150-krotnie.
29 marca przywrócono oświetlenie w sterowni reaktora nr 4.
2 kwietnia właściciel elektrowni, firma TEPCO, podejmowała starania mające na celu usunięcie skażonej wody z podziemnych części budynków turbin reaktorów nr 1, 2 i 3.
9 kwietnia firma TEPCO rozpoczęła budowę stalowego ogrodzenia mającego zapobiegać przedostawaniu się skażonej wody do Oceanu Spokojnego; wcześniej prowadzono zrzuty ok. 9000 ton nisko skażonej wody do morza, by zrobić miejsce na przechowywanie wody bardziej skażonej.
12 kwietnia japońska Agencja Bezpieczeństwa Nuklearnego i Przemysłowego (NISA) zmieniła klasyfikację awarii w siedmiostopniowej międzynarodowej skali INES: awarie reaktorów nr 1, 2 i 3 zostały sklasyfikowane łącznie jako jedna awaria stopnia 7. Nie zmieniono klasyfikacji awarii reaktora nr 4, która była w dalszym ciągu klasyfikowana jako incydent stopnia 3.
22 kwietnia Japońskie Ministerstwo Gospodarki, Handlu i przemysłu ogłosiło, że firma TEPCO przygotowała harmonogram prac naprawczych po awarii. Planowane czynności będą realizowane w okresie od 6 do 9 miesięcy.
Stale pracowano nad zwiększeniem niezawodności zasilania elektrycznego bloków nr 1, 2 i 3. W celu zbadania poziomu promieniowania do wszystkich bloków wprowadzono roboty. W zbiornikach reaktorów od 1 do 4 stwierdzono obniżanie się temperatury. Natomiast blok 5 i 6 pozostawały w stanie zimnego wyłączenia.
5 maja po raz pierwszy technicy weszli do budynków z reaktorami.
3 czerwca w południowo-wschodnim rogu budynku reaktora nr 1, w pobliżu otworu w podłożu, z którego wydobywała się para, pracujący tam robot stwierdził promieniowanie na poziomie do 4 Sv/h (był to jak dotąd najwyższy poziom promieniowania zanotowany w powietrzu na terenie elektrowni).
1 sierpnia TEPCO poinformował o zarejestrowaniu między reaktorami nr 1 i 2 dawki 2 Sv/h. Jest to dawka śmiertelna, a w rzeczywistości może być jeszcze większa. W reaktorze numer 1 zanotowano rekordowe dla tego miejsca 5 Sv/h. Taki poziom promieniowanie jednak – według TEPCO – nie utrudnia prac technikom.
16 sierpnia TEPCO ogłosił zakończenie pierwszego etapu prac i przejście do następnego, który polega na zmniejszaniu skażenia środowiska. Spadła temperatura na dnie kotła ciśnieniowego.
16 grudnia TEPCO i rząd japoński ogłosiły, że w reaktorach temperatura spadła do poziomu, poniżej którego można je uznać za wyłączone.

## Pięćdziesięciu z Fukushimy

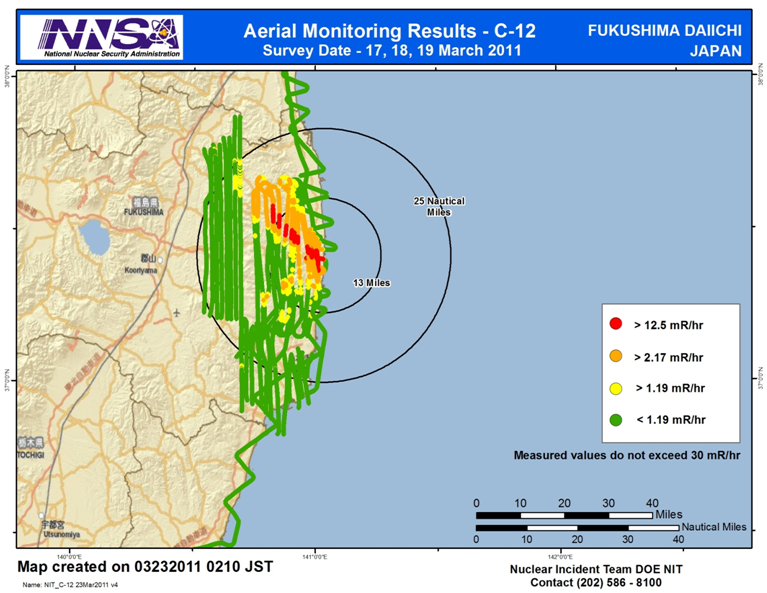
Mapa okolic elektrowni przygotowana przez amerykański Departament Energii i National Nuclear Security Administration (NNSA), obrazująca aktywność substancji promieniotwórczych, które osiadły na powierzchni gruntu, przygotowana w dniach 17–19 marca 2011, wyskalowana w miliremach na godzinę (mrem/h) (1 milirem = 10 mikrosiwertów; pomiary nie przekroczyły wartości 30 mrem/h)

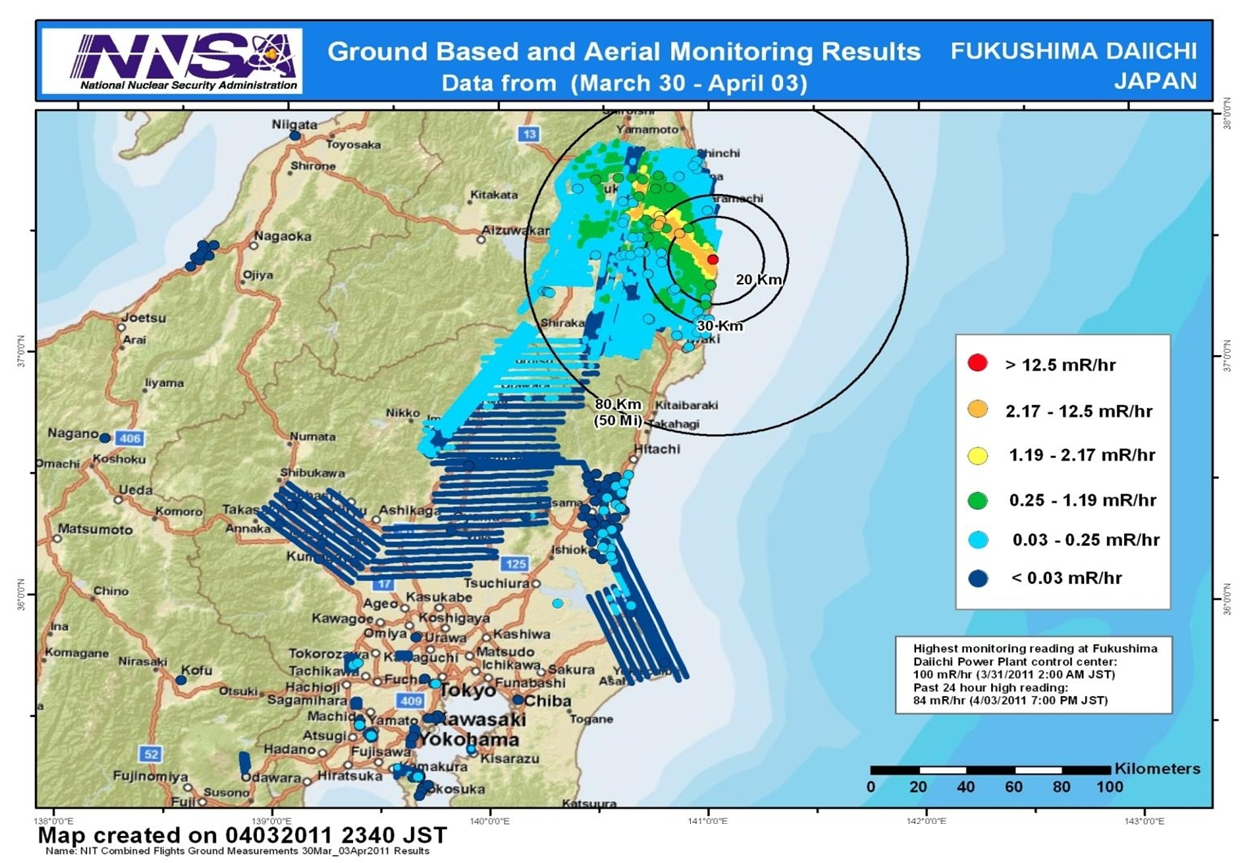
Mapa okolic elektrowni przygotowana przez amerykański Departament Energii i National Nuclear Security Administration (NNSA), obrazująca aktywność substancji promieniotwórczych, które osiadły na powierzchni gruntu, oparta na pomiarach z 30 marca – 3 kwietnia 2011, wyskalowana w miliremach na godzinę

Nazwą tą (ang. Fukushima 50) zaczęto określać na świecie członków japońskich ekip ratowniczych, którzy ochotniczo pozostali na terenie elektrowni po ewakuacji większości personelu 15 marca 2011 i kontynuowali pracę mimo zagrożenia promieniowaniem. Początkowo było ich od 50 do 70; w późniejszym okresie ich liczba się zwiększyła. Porównywani do czterdziestu siedmiu rōninów z Akō, symbolu samurajskiej wierności, zostali uznani w Japonii i na świecie za bohaterów. Ludzie ci zostali laureatami Nagrody Księcia Asturii w dziedzinie „Zgody między Narodami” za rok 2011.

## Skażenie radioaktywne
21 marca 2011 Międzynarodowa Agencja Energii Atomowej (MAEA) podała, że dostępne dane pomiarów dokonanych w promieniu 16–58 km od elektrowni wskazywały na istnienie skażenia radioaktywnego na poziomie 0,2–0,9 megabekerela na metr kwadratowy (skażenie substancjami emitującymi promieniowanie beta i promieniowanie gamma). 23 marca 2011 poinformowano, że w jednym kilogramie gleby pobranej w miejscowości położonej w odległości 40 km na północny zachód od elektrowni odkryto promieniotwórczy cez-137 (czas połowicznego zaniku ok. 30 lat) o aktywności 163 kilobekereli. 24 marca 2011 roku podano, że w odległości 16 km na południe od elektrowni stwierdzono obecność promieniotwórczego jodu-131 (czas połowicznego zaniku ok. 8 dni) w ilości 19,1 raza przekraczającej dopuszczalne normy. 25 marca 2011 Międzynarodowa Agencja Energii Atomowej (MAEA) podała, że pomiary dokonane w promieniu 34–62 km od elektrowni wskazywały na istnienie skażenia na poziomie 0,07–0,96 megabekerela na metr kwadratowy (skażenie substancjami emitującymi promieniowanie beta i promieniowanie gamma). 27 marca 2011 poinformowano, że na terenie elektrowni, w podziemnej części budynku turbin koło reaktora nr 2, w jednym centymetrze sześciennym znajdującej się tam skażonej wody stwierdzono jod-134 o aktywności 2,9 gigabekerela, jod-131 o aktywności 13 megabekereli, a także cez-134 i cez-137 o aktywności 2,3 megabekerela. Zgodnie z początkowymi szacunkami rządu Japonii podczas całej awarii wydostał się cez-137 o aktywności 15 PBq. Badacze, którzy później uwzględnili także skażenie poza Japonią, obliczyli, że ta aktywność wynosiła 36 PBq. Dla porównania w czasie katastrofy czarnobylskiej do środowiska naturalnego przedostał się cez-137 o aktywności 85 PBq. Zgodnie z raportem TEPCO z października 2011 roku w ciągu pierwszych 100 godzin awarii uwolnił się neptun o aktywności 7,6 PBq. W 2014 roku skażenie promieniotwórcze w przeważającej części zamkniętej strefy było już tylko znikome.

### Obecność substancji promieniotwórczych w Polsce
25 i 26 marca 2011 polska Państwowa Agencja Atomistyki opublikowała komunikaty, w których poinformowała, że na terenie Polski stężenie jodu-131 wynosi kilkadziesiąt mikrobekereli na metr sześcienny powietrza. Były one miliony razy niższe niż w czasie trwania awarii elektrowni jądrowej w Czarnobylu i nie zagrażały zdrowiu ludności ani środowisku naturalnemu. 2 kwietnia 2011 polskie Centralne Laboratorium Ochrony Radiologicznej podało, że pierwsze warstwy powietrza znad elektrowni Fukushima, zawierające niewielkie ilości radionuklidów pochodzenia sztucznego (głównie promieniotwórczego jodu-131), dotarły nad Polskę ok. 23 marca 2011. Od chwili pojawienia się nad Polską mas powietrza znad elektrowni stężenia izotopów pochodzenia sztucznego w powietrzu systematycznie rosły; stężenie jodu-131 zanotowane w dniach 28–30 marca 2011 wynosiło kilka milibekereli (mBq) na metr sześcienny powietrza (najwięcej w Łodzi: 8,3 ± 0,14 mBq/m³). Była to wartość wyższa, niż zalecana przez amerykańską Environmental Protection Agency (EPA), która uznaje za takowe stężenie jodu-131 w powietrzu poniżej 2,1 × 10−13 Ci/m³, czyli 7,8 mBq/m3. W innych polskich miastach, w których wykonano pomiary, stężenie utrzymywało się poniżej tego poziomu. Stężenie jodu-131 nie stwarzało zagrożenia, gdyż nawet najwyższe zanotowane w Polsce stężenie 8 mBq/m³ oznaczało zaledwie 0,008 rozpadu radioaktywnego jodu na sekundę w metrze sześciennym powietrza. Byłoby to około 0,00003 mSv, gdyby człowiek oddychał takim (tzn. niezawierającym innych substancji promieniotwórczych, naturalnie występujących w atmosferze) powietrzem przez 5 dni, co stanowi dawkę 80 000 razy mniejszą od średniej rocznej dawki naturalnej (2,4 mSv/rok). 1 kwietnia 2011 stężenie jodu-131 zmniejszyło się, co mogło oznaczać, że powietrze z największą ilością substancji promieniotwórczych opuściło terytorium kraju. Było ono wtedy dziesiątki tysięcy razy niższe niż w czasie awarii elektrowni atomowej w Czarnobylu.

## Reakcje międzynarodowe
14 marca 2011 kanclerz Niemiec Angela Merkel ogłosiła trzymiesięczne moratorium na wdrożenie ustawy przedłużającej okres eksploatacji elektrowni atomowych, a 15 marca 2011 w Niemczech zapowiedziano przejściowe wyłączenie siedmiu elektrowni atomowych zbudowanych przed 1980 rokiem. W Wenezueli prezydent Hugo Chávez polecił wstrzymać wszystkie projekty rozwoju energetyki jądrowej. W Izraelu premier Beniamin Netanjahu oświadczył, że realizacja przez jego kraj cywilnego programu nuklearnego stała się mało prawdopodobna. Włochy ogłosiły roczne moratorium na budowę elektrowni jądrowych.
15 marca 2011 Rosja oświadczyła, że jest gotowa do ewakuacji Wysp Kurylskich i Sachalinu w razie pogorszenia sytuacji. 16 marca 2011 ambasada Stanów Zjednoczonych w Tokio zaleciła obywatelom amerykańskim mieszkającym w promieniu 80 km od elektrowni opuszczenie tego terenu lub pozostawanie w domach.

## Ofiary
Według WHO, wzrost zachorowalności na nowotwory na skutek awarii będzie tak mały, że niezauważalny, a prawdopodobieństwo, że obecne dzieci w Japonii będą chore na nowotwory wzrosło o 1%. Jak zauważył James Lovelock, tsunami, które spowodowało awarię w Fukushimie, zabiło 26 tys. osób, podczas gdy w wyniku awarii elektrowni nie zginęła ani jedna.

## Typy sprzętu używanego w czasie akcji ratowniczej

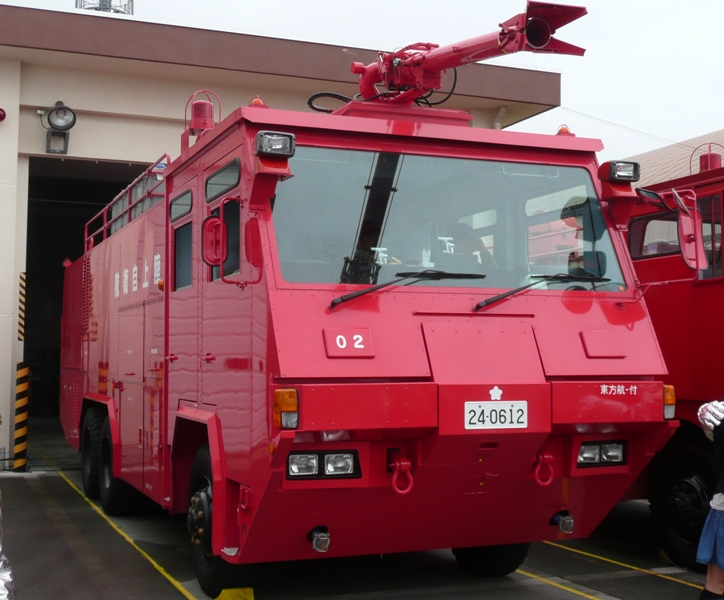
Wóz strażacki japońskiej straży pożarnej
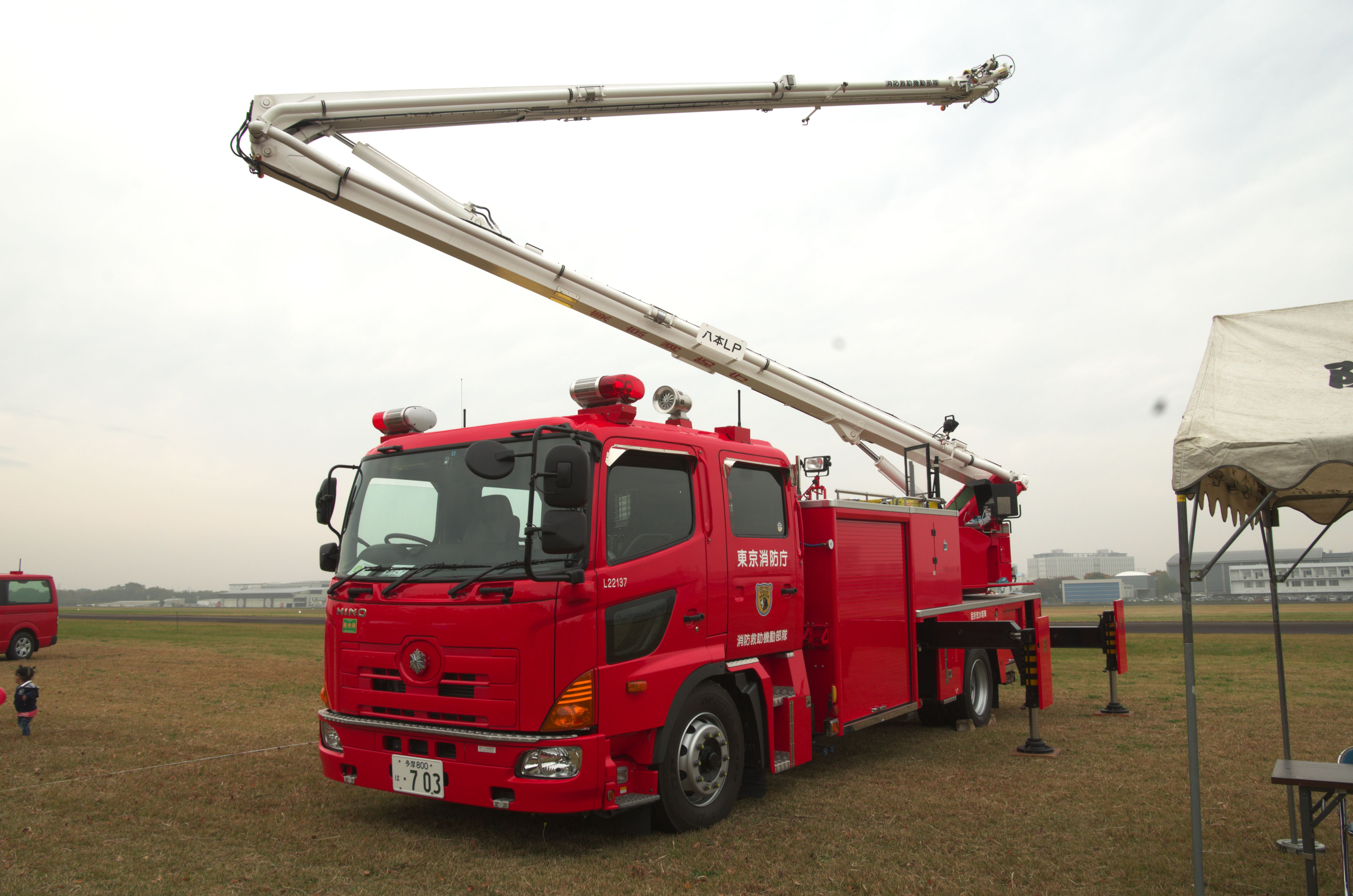
Wóz strażacki japońskiej straży pożarnej
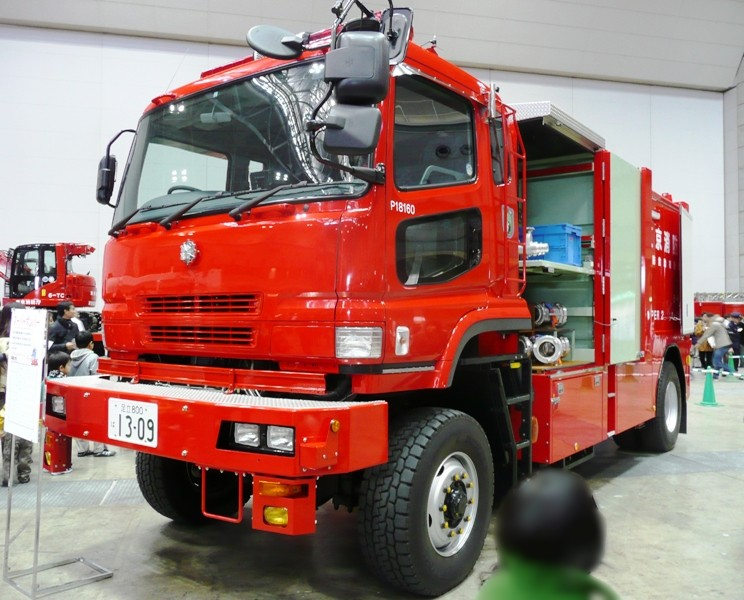
Wóz strażacki japońskiej straży pożarnej
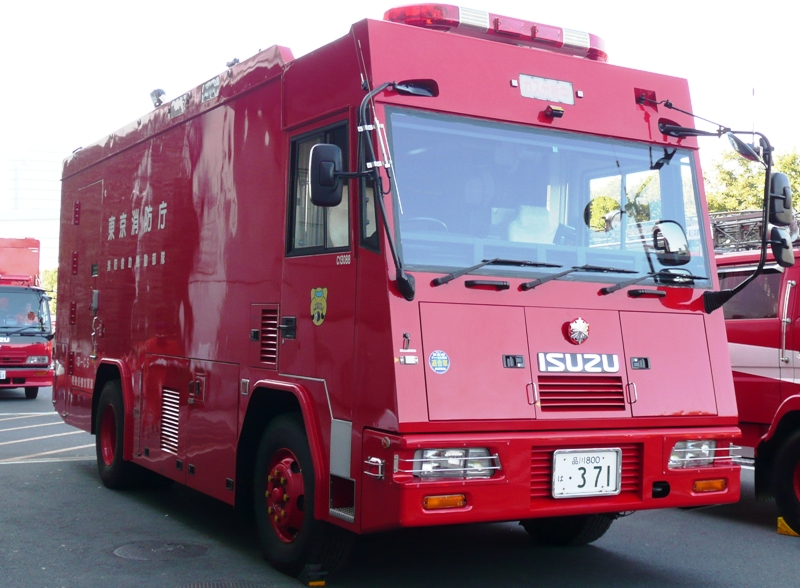
Wóz strażacki japońskiej straży pożarnej
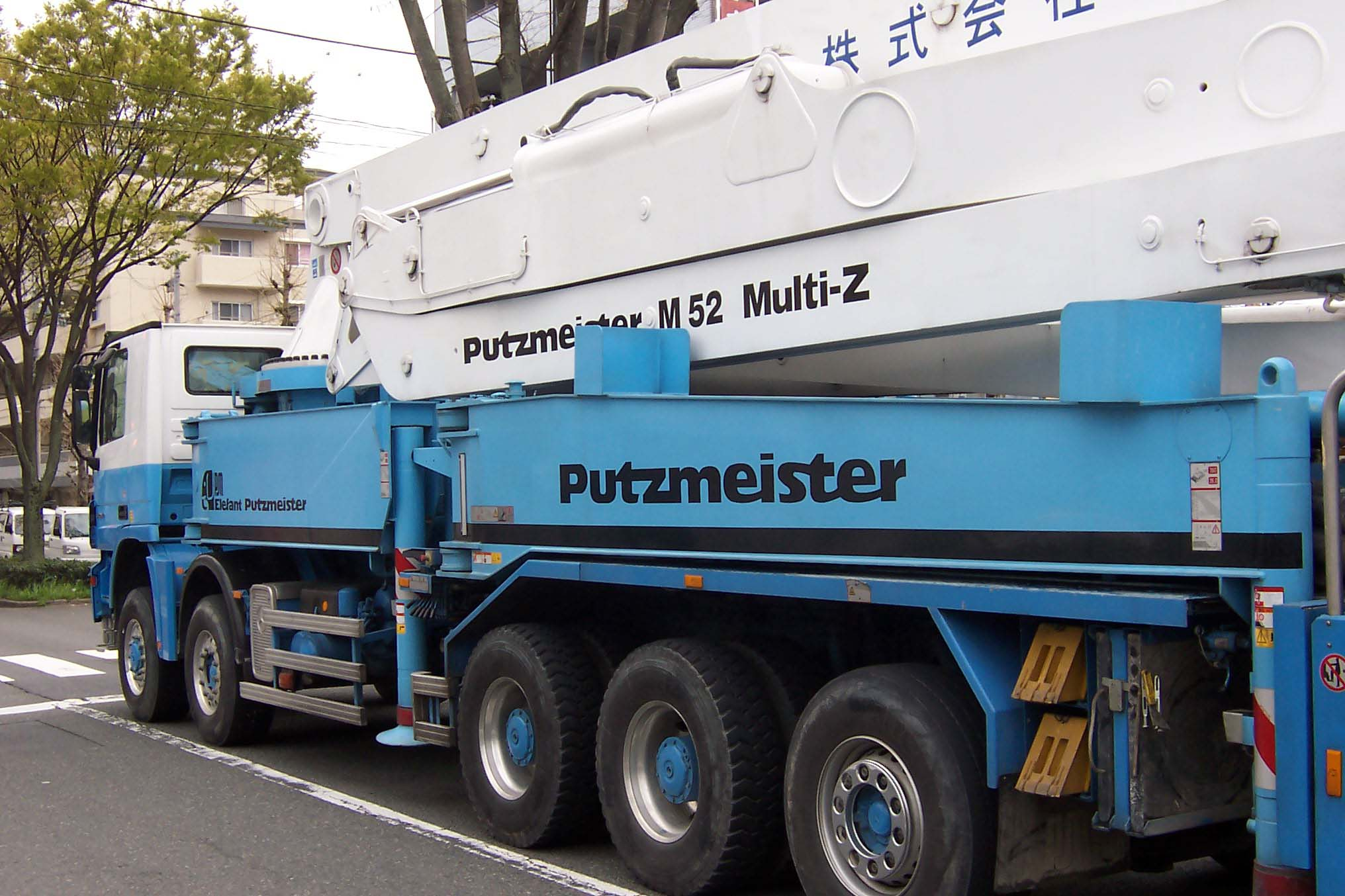
Pompa do betonu stosowana do chłodzenia reaktorów
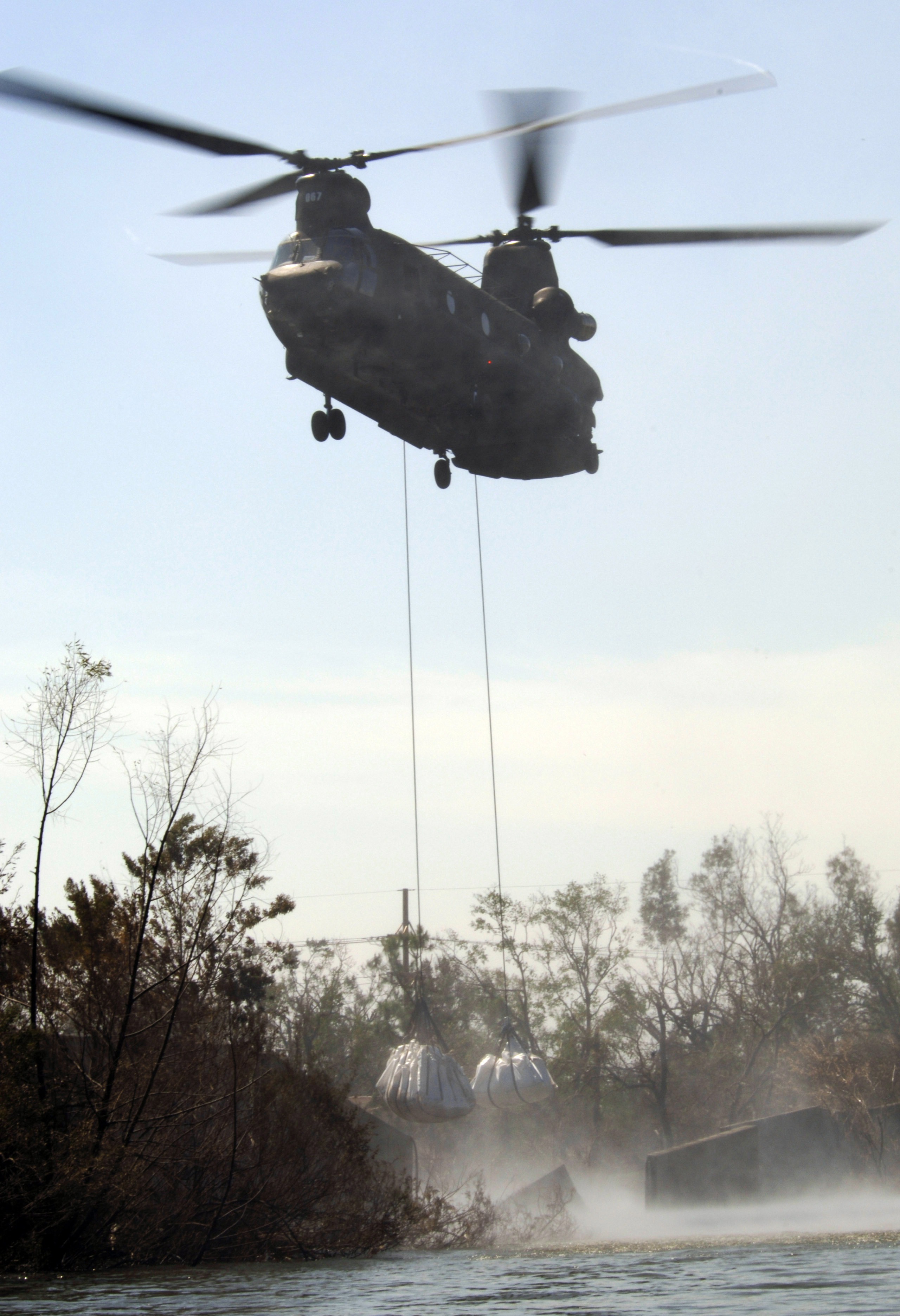
Wojskowy śmigłowiec Boeing CH-47 Chinook
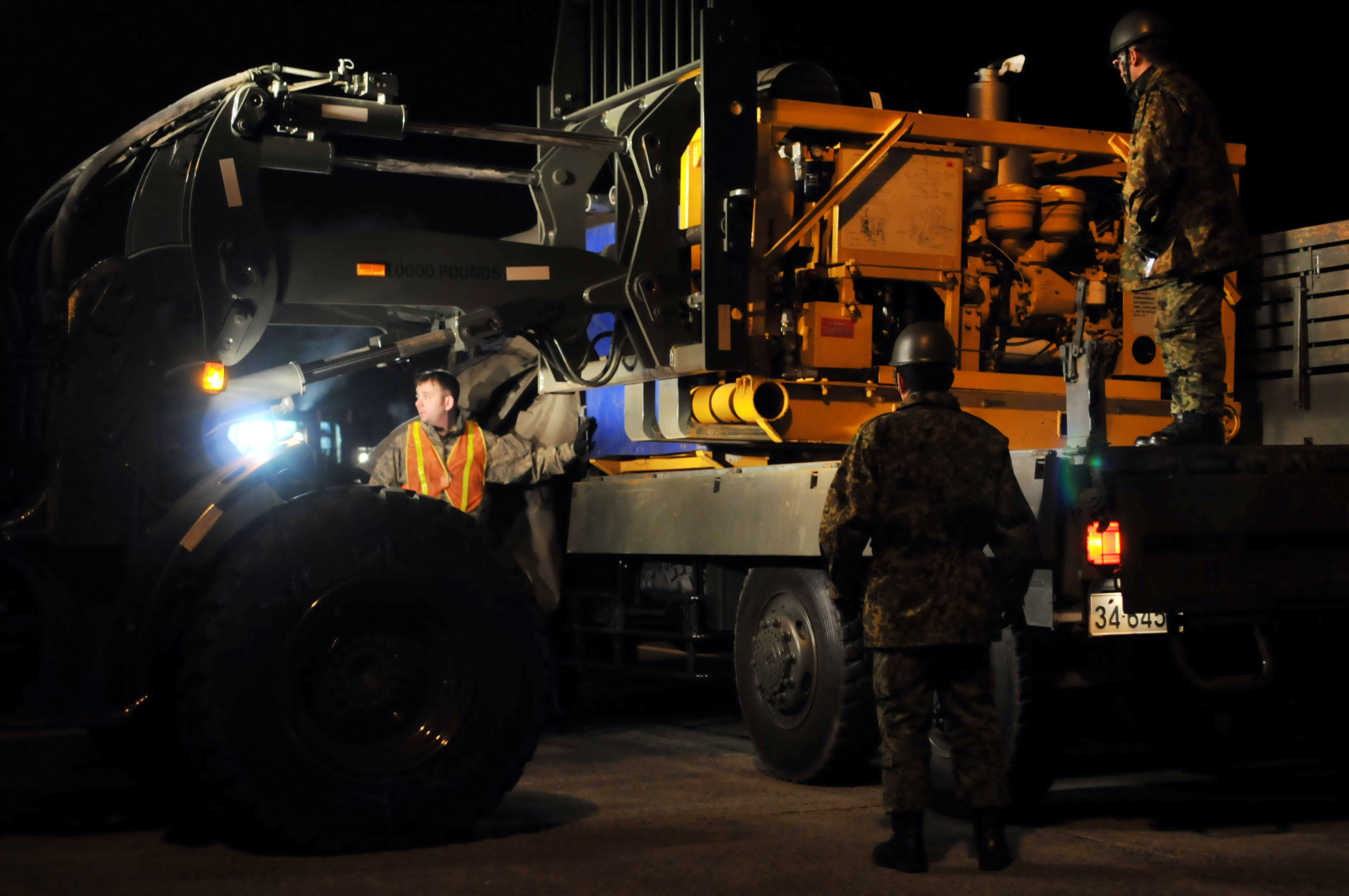
Pompy dostarczone przez United States Navy, przeznaczone do chłodzenia rdzenia reaktora nr 3, w amerykańskiej bazie lotniczej Yokota koło Tokio (17 marca 2011)
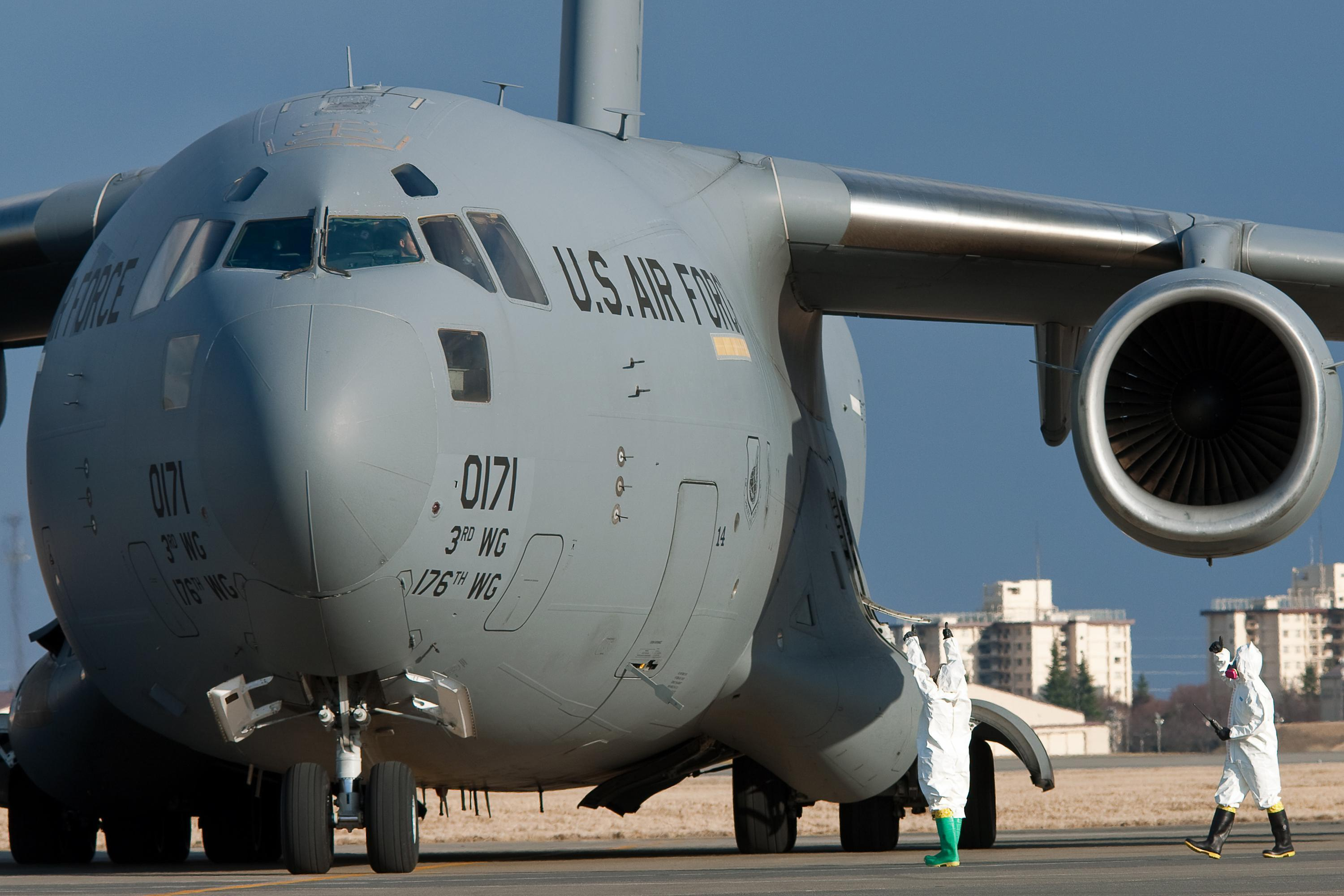
Amerykański samolot wojskowy Boeing C-17 Globemaster III z pomocą humanitarną sprawdzany na obecność skażenia radioaktywnego w amerykańskiej bazie lotniczej Yokota koło Tokio (17 marca 2011)
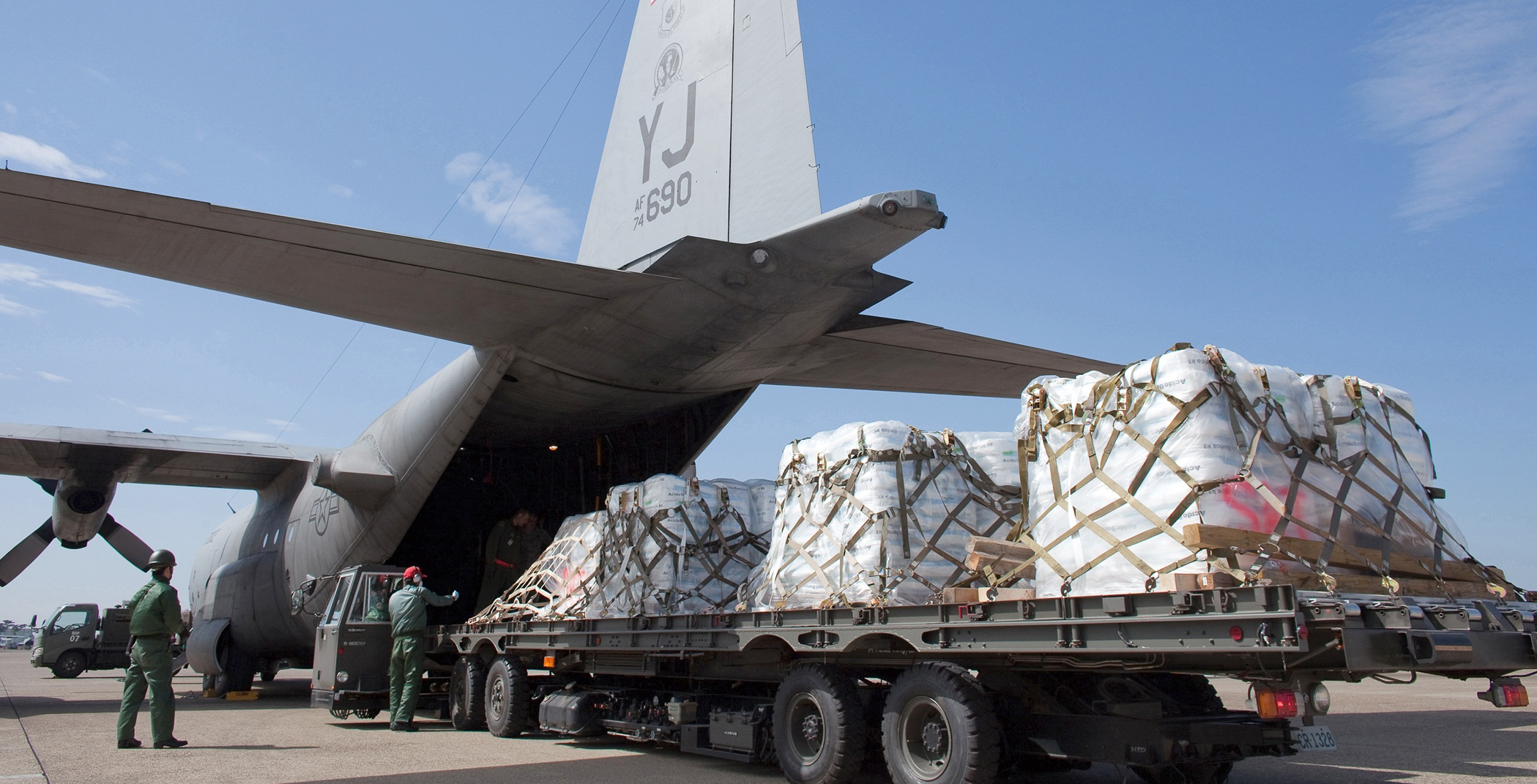
Transport kwasu borowego, stosowanego w czasie akcji ratowniczej, wyładowywany z amerykańskiego samolotu Lockheed C-130 Hercules w japońskiej bazie lotniczej Hyakuri (19 marca 2011)
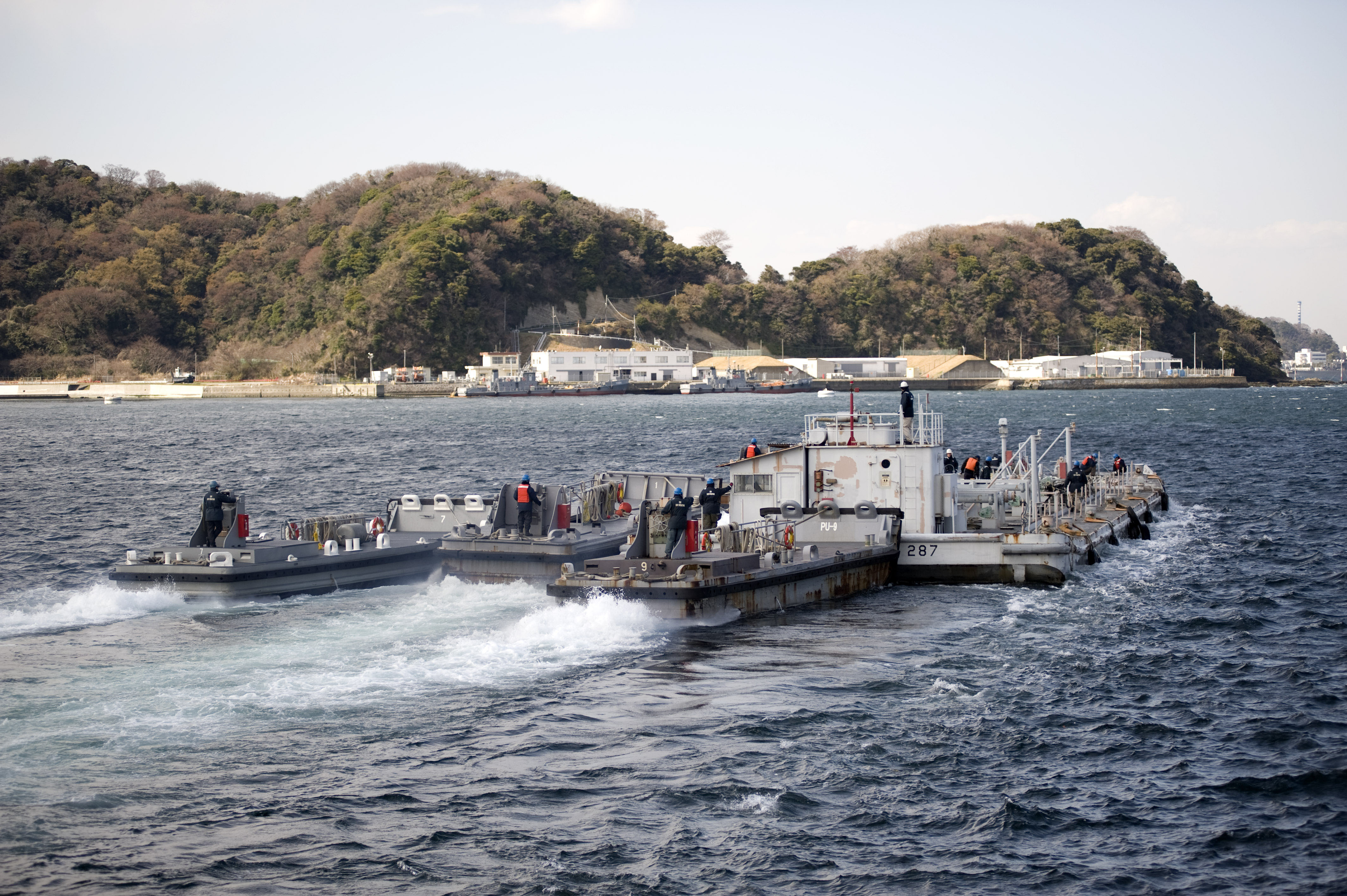
Barka United States Navy mająca dostarczyć do elektrowni 851 000 litrów wody słodkiej, wypływająca z bazy amerykańskiej marynarki wojennej w Yokosuka (26 marca 2011)

## Skutki gospodarcze
W grudniu 2016 japońskie Ministerstwo Gospodarki, Handlu i Przemysłu przedstawiło szacunki dotyczące kosztów katastrofy, sięgające ponad 188 mld USD.
Na skutek ciągu wydarzeń jaki spowodował katastrofę, czyli trzęsienia ziemi, tsunami i awarii jądrowej, wyłączono wszystkie 54 reaktory energetyczne w Japonii. Spowodowało to przejściowe limitowanie prądu elektrycznego, a w dłuższej konsekwencji niemal całkowite przerzucenie się na paliwa kopalne jako źródła energii (98%, czyli więcej niż w latach 70. XX wieku, gdy rozpoczynano japoński program jądrowy). Do lipca 2014 roku energia elektryczna dla przedsiębiorstw podrożała o 28,4%, a o 19,4% dla gospodarstw domowych.
Od czasu wyłączenia elektrowni Japonia musi co roku importować paliwa kopalne za kwotę ok. 30 miliardów USD. W roku fiskalnym 2013 wydano na to 35,2 miliardów USD. Ich import znacznie obniżył bilans handlowy Japonii. W 2010 roku Japonia miała bilans dodatni, na kwotę 65 mld USD. W 2012 i 2013 był on już ujemny (68 mld USD i 112 mld USD). W 2013 roku koszt importu węgla i gazu LNG stanowił łącznie prawie 10% całkowitego importu w Japonii.
Japoński Instytut Gospodarki Energetycznej (IEEJ) ocenia, że do katastrofy w Fukushimie energetyka jądrowa pozwoliła Japonii zaoszczędzić 276 miliardów USD z uwagi na brak konieczności zakupu surowców energetycznych za granicą. Konieczność sprowadzania ich po katastrofie spowoduje, że do 2020 skonsumowane zostanie około 2/3 tych oszczędności.
Według badaczy z Research Institute of Innovative Technology for the Earth, wzrost spalania paliw kopalnych w Japonii po katastrofie w Fukushimie spowodował wzrost emisji dwutlenku węgla o 10,8% ponad poziom z roku 1990. Oznacza to utratę wszystkich osiągnięć jakie Japonia wykonała próbując sprostać postanowieniom Protokołu z Kioto.

## Skutki środowiskowe
Już kilka miesięcy po awarii do badań terenowych dopuszczono międzynarodowe zespoły badawcze. Od 2013 miały one wstęp również na tereny bezpośrednio przyległe do elektrowni.
Jedno z pierwszych badań, zespołu Joji Otakiego, dotyczyło powszechnego w Japonii motyla Pseudozizeeria maga z rodziny modraszkowatych. U motyli schwytanych w pobliżu elektrowni odnotowano zdeformowane skrzydła, czułki i oczy. Potwierdził on też akumulowanie się uszkodzeń DNA u kolejnych pokoleń motyli, krzyżując egzemplarze schwytane z laboratoryjnymi. Według Mousseau i Mollera, którzy badali również czarnobylską strefę wykluczenia, zarówno w Czarnobylu jak i w Fukushimie odnotowali zmniejszenie się populacji motyli. Motyle należą do zwierząt szczególnie czułych na promieniowanie jonizujące.
Podobnie jak w Czarnobylu, Mousseau i Moller badali w okolicach Fukushimy jaskółki dymówki (m.in. z uwagi na ich filopatryczność - tendencje do powracania i przebywania w tym samym miejscu). Mieli oni problem z zaobserwowaniem dymówek, motyli i ważek. U tygodniowych piskląt z przedmieść miasta Namie wykryli obecność cezu-137. Do listopada 2014 Mousseau i Moller odwiedzili strefę zamkniętą Fukushimy 12 razy. Według nich, populacja dymówek spada tam dwa razy szybciej niż w Czarnobylu. Może to jednak wynikać z mniejszej odporności tej populacji lub jej większej wrażliwości na promieniowanie.